# Panaxia nigriviridis
Panaxia nigriviridis är en fjärilsart som beskrevs av Pierre Millière 1861. Panaxia nigriviridis ingår i släktet Panaxia och familjen björnspinnare. Inga underarter finns listade i Catalogue of Life.